# Kutubdia
Kutubdia är ett underdistrikt i Bangladesh. Det ligger i den sydöstra delen av landet, 260 km sydost om huvudstaden Dhaka. Kutubdia ligger på ön Kutubdia Island.
Trakten runt Kutubdia är ofruktbar med lite eller ingen växtlighet. Runt Kutubdia är det mycket tätbefolkat, med 1 018 invånare per kvadratkilometer. Tropiskt monsunklimat råder i trakten. 